# گورهای توده سنگی محیط زیست
گورهای توده سنگی محیط زیست مربوط به دوره اشکانیان - دوره ساسانیان است و در شهرستان استهبان، بخش رونیز، دهستان خیر، روستای خانه کت، ۶ کیلومتری شمال غرب محیط زیست واقع شده و این اثر در تاریخ ۱۵ دی ۱۳۸۷ با شمارهٔ ثبت ۲۴۱۷۶ به‌عنوان یکی از آثار ملی ایران به ثبت رسیده است.